# جوآن برمن
جوآن برمن ریاضیدان امریکایی و خواهر روث لیتل ساتر متولد سال ۱۹۲۷ می‌باشد. او به دلیل کار روی نظریه گره و نظریه برید شناخته شده‌است. او از سال ۱۹۷۳ تاکنون در کالج بارنارد دانشگاه کلمبیا مشغول بکار است. وی برنده جایزه شوونت بوده‌است.